# 5807 Mshatka
Az 5807 Mshatka (ideiglenes jelöléssel 1986 QA4) a Naprendszer kisbolygóövében található aszteroida. Ljudmila Ivanovna Csernih fedezte fel 1986. augusztus 30-án.